# Lagunilla del Jubera
Lagunilla del Jubera es un municipio y localidad española de la comunidad autónoma de La Rioja. El término municipal, ubicado a las faldas del Camero Viejo, es cruzado por el río Salado, que desemboca pasadas Ventas Blancas en el río Jubera. Se sitúa a caballo entre la sierra y el valle, ya que acoge en su parte más alta los montes de Zenzano, y en su parte más baja las tierras agrícolas del valle del Jubera. Tiene una población de 390 habitantes (INE 2024).

## Geografía
Limita al norte con Murillo de Río Leza, al sur y este con Santa Engracia del Jubera (y sus aldeas Bucesta y Santa Cecilia), y al oeste con Ribafrecha, Leza de Río Leza y Soto en Cameros (y sus aldeas Trevijano y Treguajantes).
El núcleo urbano de Lagunilla del Jubera se sitúa al sureste del término municipal, final de la carretera LR-468. El núcleo de Ventas Blancas es un cruce de caminos en el que confluyen las carreteras LR-346 que viene de Ribafrecha, LR-261 que viene de Murillo de Río Leza y que tras su paso por Ventas se divide en las LR-468 hasta Lagunilla del Jubera y la LR-261 hacia Jubera. Los usos urbanos se concentran en los tres núcleos de población, estando el resto del término municipal destinado de forma mayoritaria a usos agrícolas y pastos.
El municipio se encuentra a las faldas del Camero Viejo, lo cruza el río Salado que desemboca pasadas Ventas Blancas en el río Jubera. El municipio se sitúa a caballo entre la sierra y el valle, ya que acoge en su parte más alta los montes de Zenzano, y en su parte más baja las tierras agrícolas del valle del Jubera. Las tierras agrícolas son generalmente de secano, exceptuando tierras junto al Jubera. Los montes son de pastizales secos y poco arbolados. 
Limita al norte con Murillo de Río Leza, al sur y este con Santa Engracia del Jubera (y sus aldeas Bucesta y Santa Cecilia), y al oeste con Ribafrecha, Leza de Río Leza y Soto en Cameros (y sus aldeas Trevijano y Treguajantes).

## Historia
Hasta la reforma de la nomenclatura municipal de 1916 el municipio se llamaba simplemente Lagunilla. En dicha fecha su nombre fue modificado por el de Lagunilla del Jubera.

## Demografía
Cuenta con una población de 390 habitantes (INE 2024).
| Gráfica de evolución demográfica de Lagunilla del Jubera entre 1842 y 2021 |
| |
| Población de derecho según los censos de población del INE Población de hecho según los censos de población del INEEn estos censos se denominaba Lagunilla: 1842, 1857, 1860, 1877, 1887, 1897, 1900 y 1910 Entre el censo de 1981 y el anterior, crece el término del municipio porque incorpora a 26182 (Zenzano) |

### Demografía reciente del núcleo principal
Lagunilla del Jubera (localidad) contaba a 1 de enero de 2010 con una población de 147 habitantes, 86 hombres y 61 mujeres.
| Gráfica de evolución demográfica de Lagunilla del Jubera (localidad) entre 2000 y 2010           |
|                                                                                                  |
| Población de derecho (2000-2010) según los censos de población del INE a 1 de enero de cada año. |

### Población por núcleos
| Núcleos                     | Habitantes (2000) | Habitantes (2010) | Habitantes (2017) | Notas      |
| --------------------------- | ----------------- | ----------------- | ----------------- | ---------- |
| Lagunilla del Jubera        | 115               | 147               | 132               |            |
| Ventas Blancas              | 212               | 164               | 148               |            |
| Villanueva de San Prudencio | 0                 | 0                 | 0                 | Despoblado |
| Zenzano                     | 5                 | 9                 | 12                |            |

## Administración
| Periodo   | Nombre                   | Partido                                     |
| --------- | ------------------------ | ------------------------------------------- |
| 1979-1983 | Antonio Soto Sarramián   | UCD                                         |
| 1983-1987 | Pedro Gonzalo Ocón Calvo | Agrupación Independiente de Lagunilla       |
| 1987-1991 | Pedro Gonzalo Ocón Calvo | Agrupación Independiente de Lagunilla       |
| 1991-1995 | Pedro Gonzalo Ocón Calvo | PP                                          |
| 1995-1999 | José Martínez Ruiz       | PR                                          |
| 1999-2003 | Pedro Fernández Ruiz     | Candidatura Independiente de Ventas Blancas |
| 2003-2007 | Pedro Fernández Ruiz     | Candidatura Independiente de Ventas Blancas |
| 2007-2011 | Pedro Fernández Ruiz     | Candidatura Independiente de Ventas Blancas |
| 2011-2015 | José Martínez Ramírez    | PR+                                         |
| 2015-2019 | José Martínez Ramírez    | PR+                                         |
| 2019-2023 | Carlos Yécora Roca       | PP                                          |
| 2023-act. | Carlos Yécora Roca       | PP                                          |

## Patrimonio
- Iglesia de San Andrés: Del siglo XVI. Tiene incoado expediente como bien de interés cultural con fecha 1 de julio de 1982. El retablo del altar mayor tiene imágenes de Juan Fernández de Vallejo.[7]
- Ermita de Villavieja.
- Ermita de Santiago.
- Ermita de Santa Bárbara.
- Ermita de San Cristóbal.

Iglesia de San Andrés
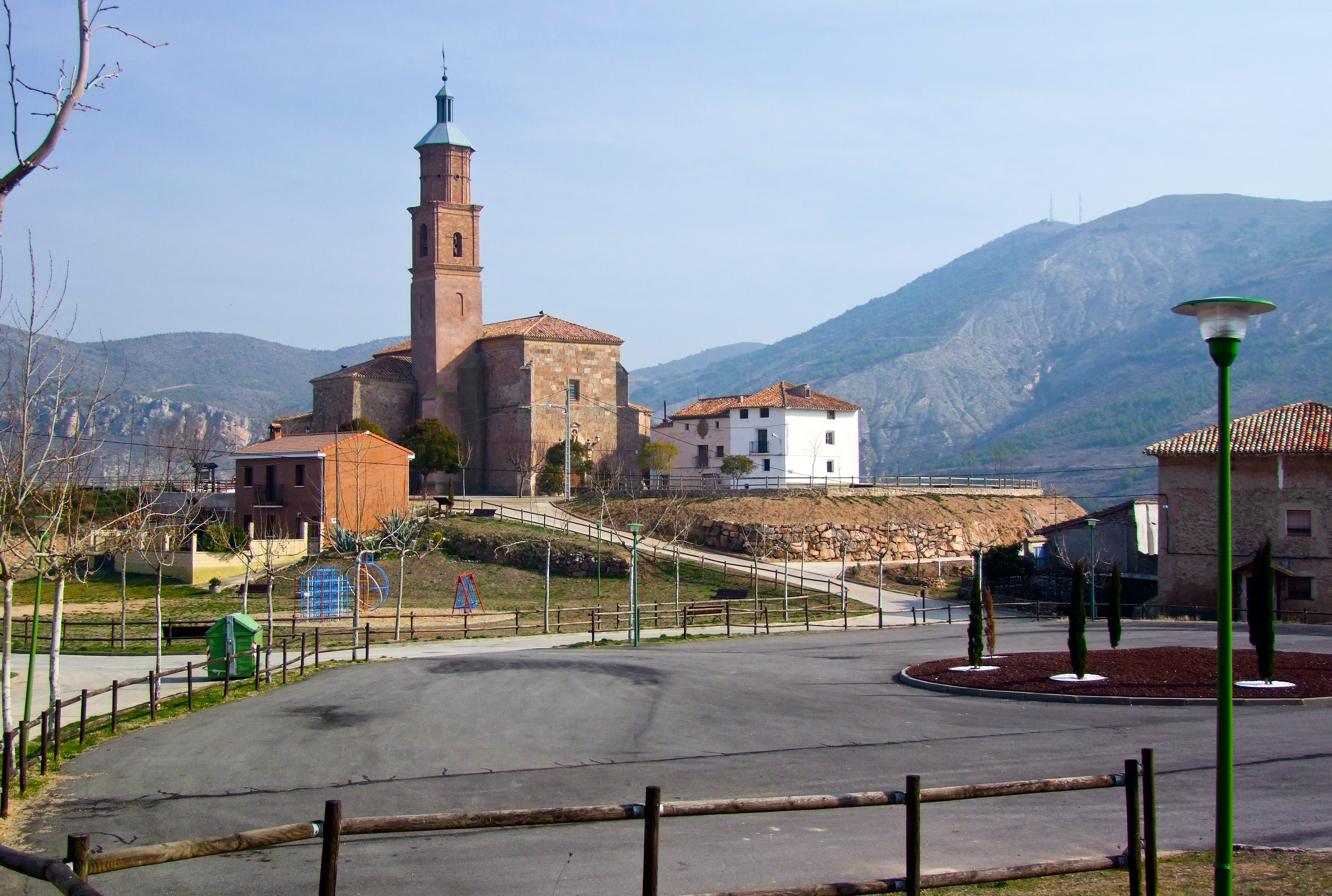
Iglesia de San Andrés.
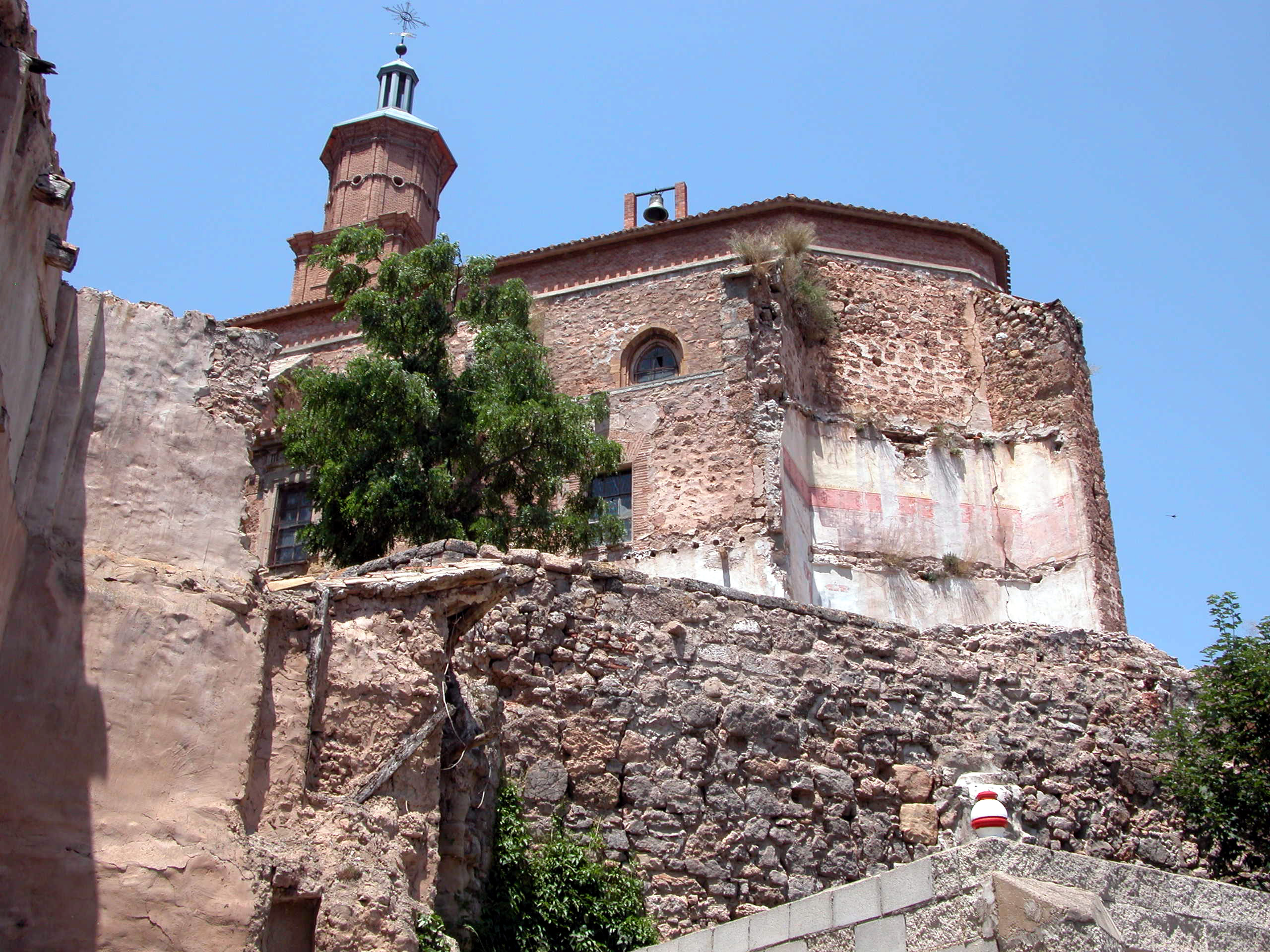
Vista de la Iglesia de San Andrés.
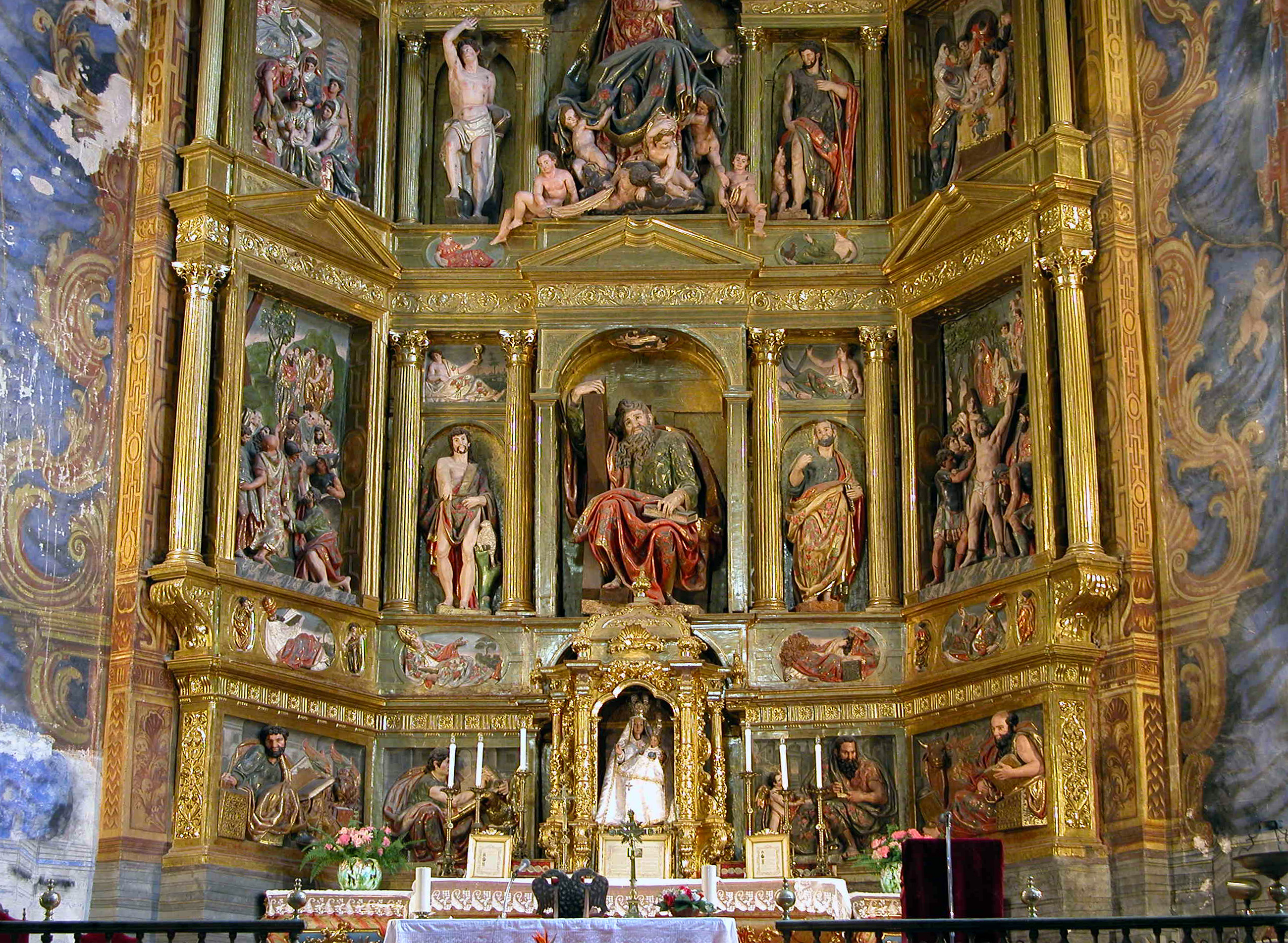
Retablo del altar mayor.
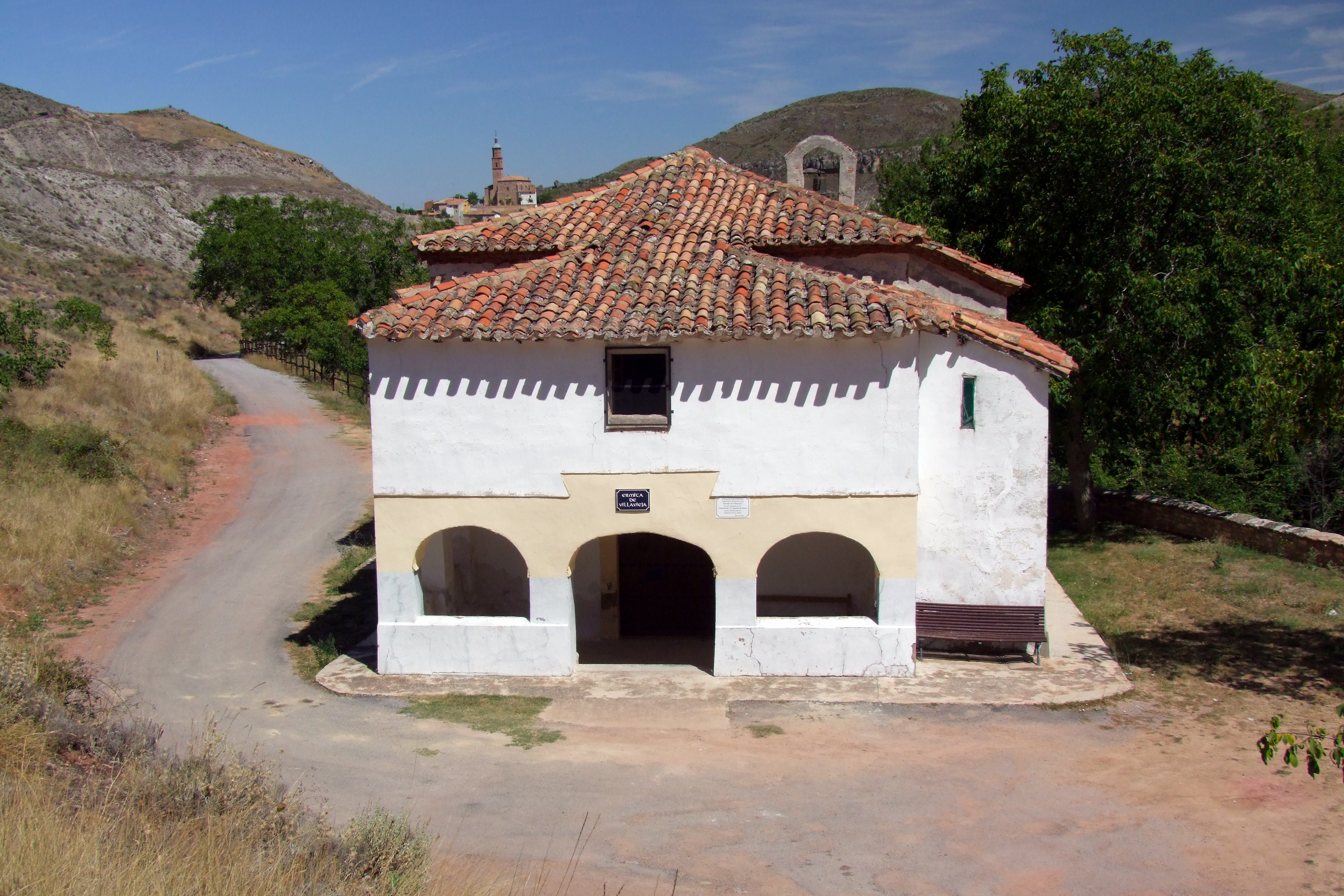
Ermita de Villavieja.
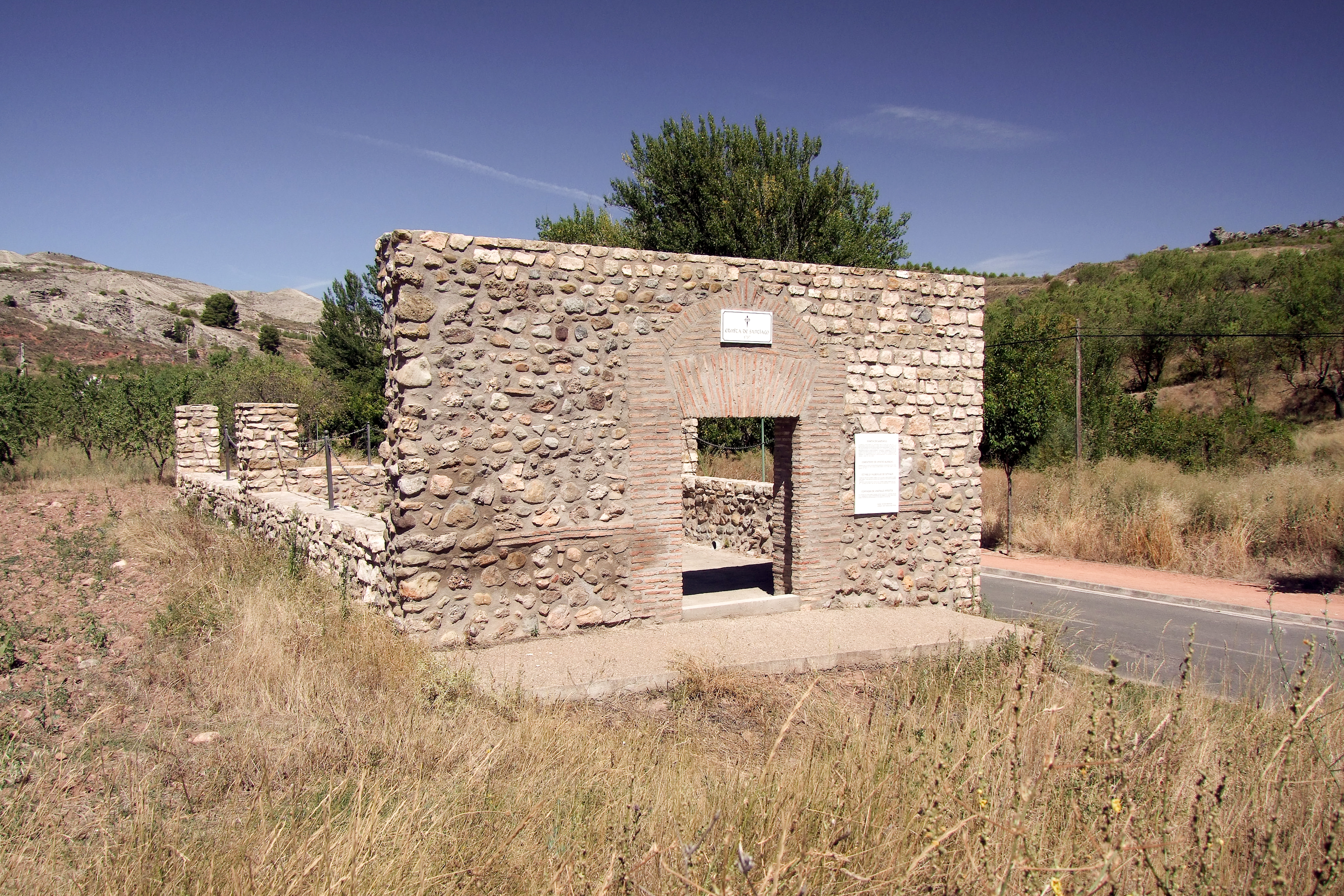
Ermita de Santiago.
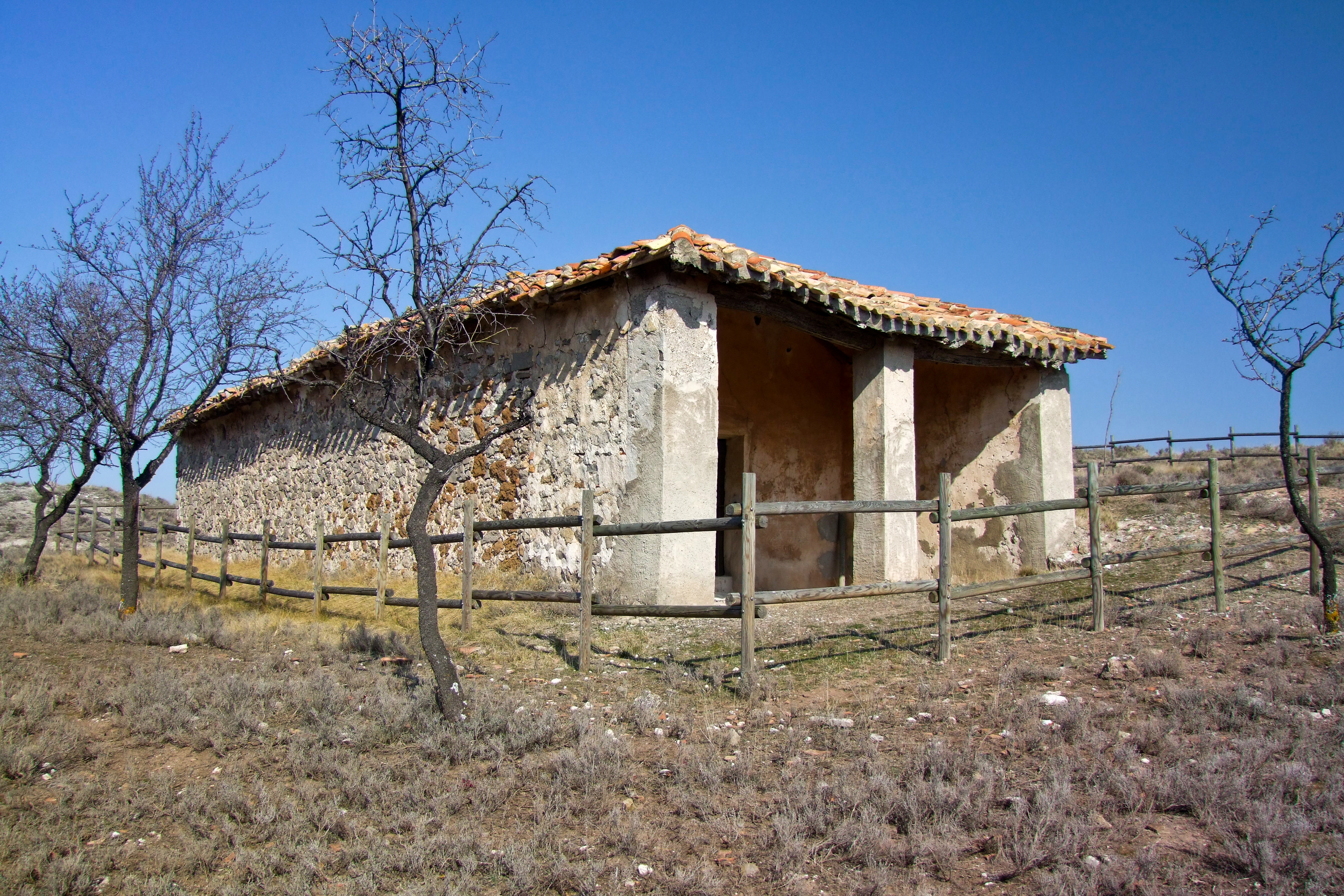
Ermita de Santa Bárbara.
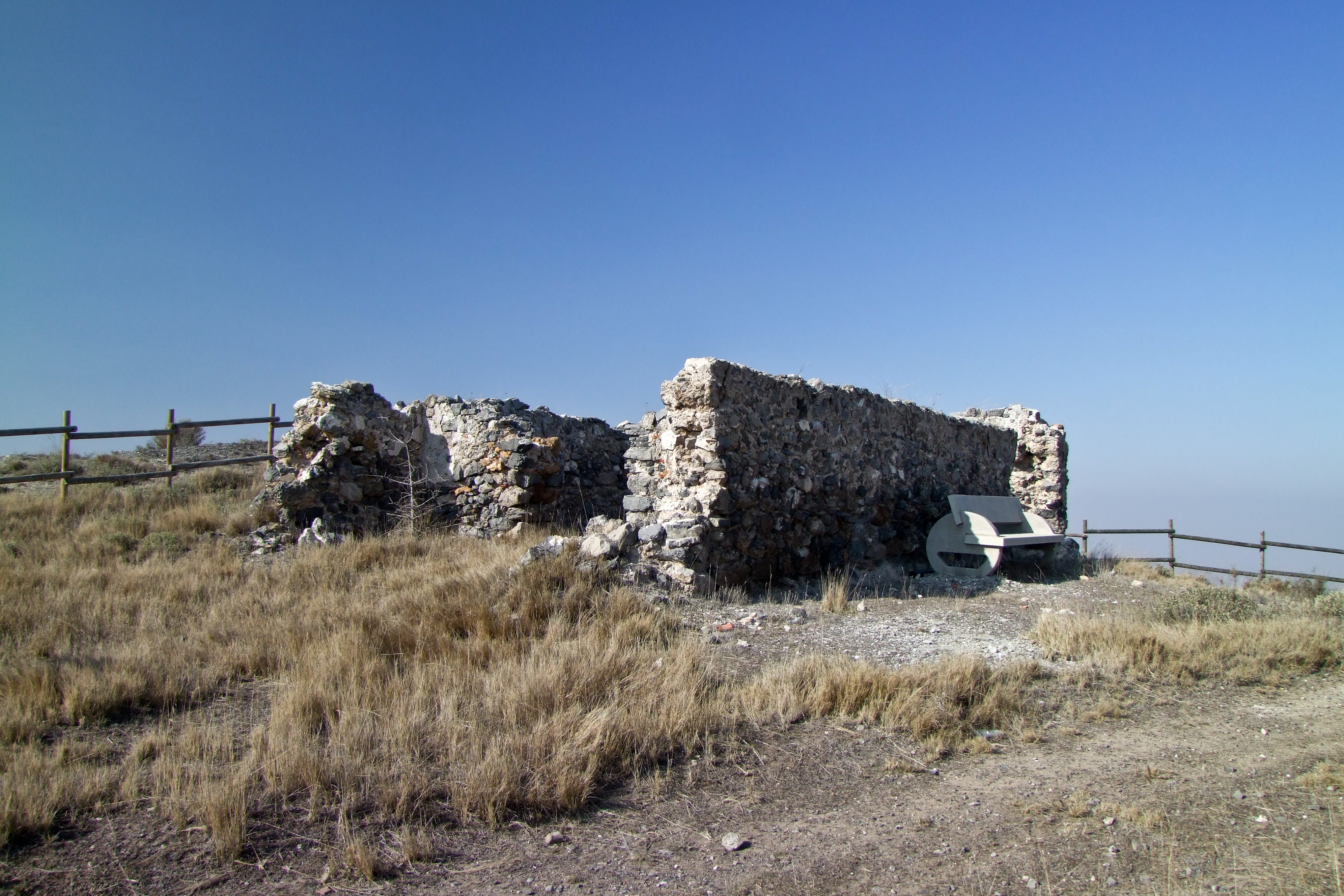
Ermita de San Cristóbal.